# Wild Sky Wilderness
La Wild Sky Wilderness est une aire sauvage de 431 km2 située dans l’État de Washington au nord-ouest des États-Unis. Elle est située à mi-chemin entre le parc national des North Cascades et le parc national du mont Rainier dans la forêt nationale du Mont Baker-Snoqualmie au sein de la chaine des Cascades. Elle est située à proximité de la Henry M. Jackson Wilderness.
Il s'agit de la première aire sauvage à avoir été créée dans l'état depuis 1984.

## Histoire
La création de l’aire sauvage nécessita plusieurs tentatives à la suite des blocages de certains élus. Ce n’est que le 8 mai 2008, après un long cheminement, que la loi de proclamation sera finalement signée par le président américain George W. Bush,,,.

### Terres privées
Une partie des terrains de la réserve appartiennent à des propriétaires privés. Environ 8 km2 de la zone appartenaient ainsi à des privés lorsqu’elle fut pour la première fois proposée à la création. Depuis 2003, des organismes comme le Wilderness Land Trust et le Cascade Land Conservancy ont racheté un tiers de ces terrains et les efforts continuent.